# Ventura Román Calvo
Ventura Román Calvo (Elche, Bajo Vinalopó, 1890 - Elche, 26 de marzo de 1913) fue una escritora y bordadora española, miembro de la UGT.

## Biografía
Ventura Román Calvo nació en Elche, hija de Antonia Calvo Mendiela, ama de casa y Pascual Román Antón, de profesión molinero. Su padre fue uno de los fundadores del Partido Socialista Obrero Español en Elche siendo elegido alcalde en abril de 1931, resultando el primer alcalde socialista en la historia de la ciudad.
Ventura Román y sus tres hermanas recibieron una educación poco habitual en aquella época. Las cuatro hermanas asistieron a un colegio religioso, Les Francesetes, pese a la condición de socialista y masón del padre, recibiendo, además, educación musical aprendiendo a tocar instrumentos como la guitarra, el laúd o la bandurria. Laboralmente se dedicaron a bordar a máquina cualquier tipo de tejido, tales como colchas o ajuares.
El interés de Román por la escritura se manifestó a temprana edad, llegando a publicar algún artículo en Trabajo, seminario socialista en el que expresó sus ideas anticlericales y defendió la militancia activa de las mujeres en organizaciones de izquierdas.  Su hermana, Concha Román Calvo, fue también una de las pocas mujeres ilicitanas que antes de la guerra civil española colaboraron con diferentes publicaciones.
En 1912 se casó con Francisco Miñana Antón teniendo una niña, Gloria, que se convertiría en pediatra y en la primera licenciada en Medicina de la ciudad de Elche. Ventura Román falleció como consecuencia de fiebres puerperales a los pocos días del nacimiento de su hija, con 23 años.

## Obra
- El retorno, artículo publicado por Ventura Román Calvo en el semanario socialista ilicitano Trabajo, núm. 20